# يو إف سي ليلة القتال: كونديت ضد كامبمان
يو إف سي ليلة القتال: كونديت ضد كامبمان (بالإنجليزية: UFC Fight Night: Condit vs. Kampmann)‏ (المعروف أيضًا باسم يو إف سي ليلة القتال 18) هو حدث لفنون القتال المختلطة نظمته يو إف سي، وأُقيم في 1 أبريل 2009، على بريدجستون أرينا في ناشفيل، تينيسي، الولايات المتحدة.